# キャヴァリア (駆逐艦)
キャヴァリア (HMS Cavalier ,R73/D73) は、イギリス海軍の駆逐艦。Ca級。艦名のキャヴァリア（Cavalier）は「騎士」や「騎士党員」などを意味する名詞であり、本艦はイギリス海軍において「キャヴァリア」の名を持つ初めての艦であった。キャヴァリアは現在、チャタム工廠で博物館船として保存されており、第二次世界大戦に参加したイギリス海軍駆逐艦でイギリス国内に現存している唯一の艦である。
また後述する戦後のエピソードから、「Fastest Ship of the Fleet」（艦隊最速艦）や「The Fastest of the Greyhounds」（最速のグレイハウンド）の綽名を得た。

## 艦歴
キャヴァリアはイースト・カウズのJ・サミュエル・ホワイト社で1943年3月28日に起工、1944年4月7日進水、1944年11月22日に艦長ドナルド・テリー・マクバーネット（Donald Terry McBarnet）少佐の指揮の下で就役した。

### 第二次世界大戦

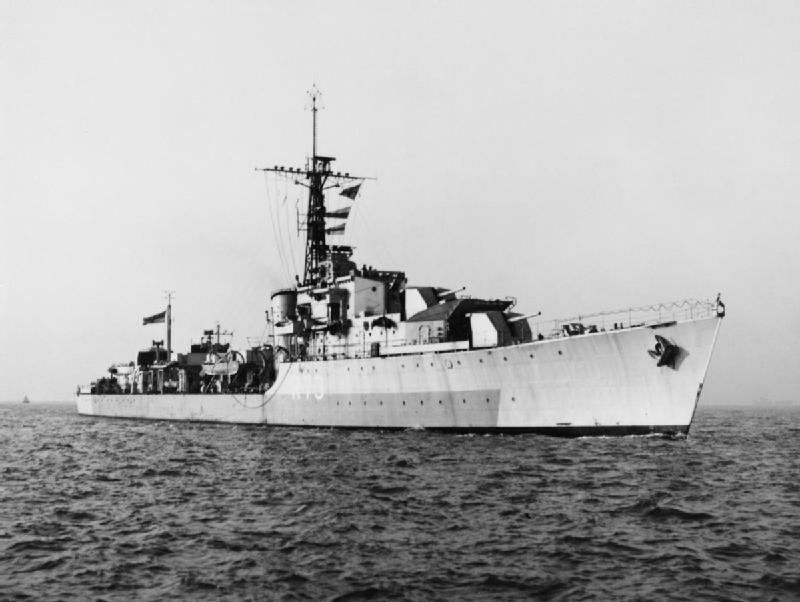
1944年のキャヴァリア。

錬成訓練を終えた1945年2月、キャヴァリアは本国艦隊第6駆逐艦戦隊（6th Destroyer Flotilla）に配属され、ノルウェー沖でのいくつかの作戦に参加した。
2月11日にノルウェー沖への機雷投下と艦艇攻撃を行う護衛空母プレミアとパンチャーを護衛（セレニアム作戦）、2月22日にはカーム海峡への機雷投下（シュレッド作戦）と第10掃海戦隊（10th Minesweeping Flotilla）のノルウェー沖への展開（グラウンドシート作戦）を護衛した後、コラ湾から来た援ソ船団RA64船団を護衛しながらスカパ・フローへ戻った。
この護衛任務はキャヴァリアの戦歴で特に有名な出来事である。駆逐艦ミングスとスコーピオンと共に船団を護衛中だったキャヴァリアは、敵機とUボートの襲撃、そして激しい嵐に襲われた。だがキャヴァリアら護衛艦艇は船団を再編成し、34隻の船団からわずかに3隻の犠牲を出したのみで残りを無事にイギリスへ到着させた。この功績によりキャヴァリアは戦闘名誉章(Battle Honour)を授けられた。
5月、キャヴァリアは海峡北西口で兵員輸送船を護衛するとともに、ドイツの降伏に伴って投降したUボートの捜索に従事した。その後キャヴァリアは極東に派遣されて東インド艦隊に加入することになり、スカパ・フローで準備訓練を実施する。しかし、5月7日の雷撃訓練中に戦隊の僚艦が発射した訓練用魚雷がキャヴァリアの艦尾部に命中し水線下に大きな損傷を受けた。キャヴァリアの左舷スクリューと推進軸支持架が使い物にならなくなり、右舷スクリューも損傷した。航行不能になったキャヴァリアはスカパ・フローへ曳航された後、ロサイスで8月下旬まで修理を受けた。修理中に日本の降伏を迎えたが、極東配備は継続されジブラルタルを経由してトリンコマリーへ向かうためキャヴァリアは8月30日にサウス・シールズを出港した。

### 戦後
極東到着後の1945年10月、キャヴァリアはインドネシア独立戦争で英印軍第5インド歩兵師団のスラバヤ上陸を砲撃で援護し、1946年2月にはボンベイで発生した王室インド海軍反乱鎮圧を駆逐艦ペタードと共に支援した。4月にシンガポールへ戻ったキャヴァリアは香港へ中国人を移送すると共に、以降1年間にわたってイギリス太平洋艦隊での活動を続けた。この期間中、キャヴァリアはイギリス本国へ送還される戦病兵の輸送、オランダ領東インドでの再度の支援活動、アメリカに返還されるためフィリピンのスービック湾へ向かうレンドリースの掃海艇の護衛などが含まれる。1946年5月にキャヴァリアは退役し、ポーツマスで予備役に置かれた。
1957年、現役復帰したキャヴァリアは魚雷発射管の撤去やスキッド対潜迫撃砲の装備といった近代化改装を行う。改装完了後キャヴァリアは再び極東に配備され、シンガポールで第8駆逐艦戦隊（8th Destroyer Squadron）に配備された。1962年12月には、インドネシア・マレーシア紛争に伴い、イギリス陸軍クイーンズ・オウン・ハイランダーズ連隊の180名と装備をシンガポールからブルネイへ輸送する。部隊を上陸させた後も、キャヴァリアは交代の艦艇が到着するまでの間、現地の通信センターとして機能した。
1963年にキャヴァリアは再度予備役に編入されるが、1964年にジブラルタルへ曳航中にリベリア船籍のタンカーバーガン（Burgan）と衝突事故を起こし、デヴォンポートで艦首の交換を含む修理を行った。修理は1966年1月に完了し、キャヴァリアはジブラルタルへ戻った後改装を受けた。この頃、キャヴァリアにはGWS-20 シーキャット艦対空ミサイル発射機1基が搭載された。キャヴァリアは1972年まで現役に留まり、イギリス本国で西方艦隊（Western Fleet）第4フリゲート戦隊（4th Frigate Squadron）に配備されるまでの間、大部分を極東での活動に費やした。
1970年7月6日、キャヴァリアは類似の船体と機関を持つ15型フリゲートラピッド（R級駆逐艦）と64マイルの競争を行った。最終的にラピッドのボイラーの安全弁が作動した後、キャヴァリアはラピッドに30ヤード（27m）の差をつけて勝利した。この際の平均速度は31.8ノット（58.9 km/h）であった。より近代的な他のイギリス海軍艦艇でも出すことが難しい高速を発揮したことから、キャヴァリアは「Fastest Ship of the Fleet」（艦隊最速艦）や「The Fastest of the Greyhounds」（最速のグレイハウンド）の綽名を得ることになった。
キャヴァリアは1972年にロンドンで係留されているスループウェリントンの隣で退役した。

### 保存

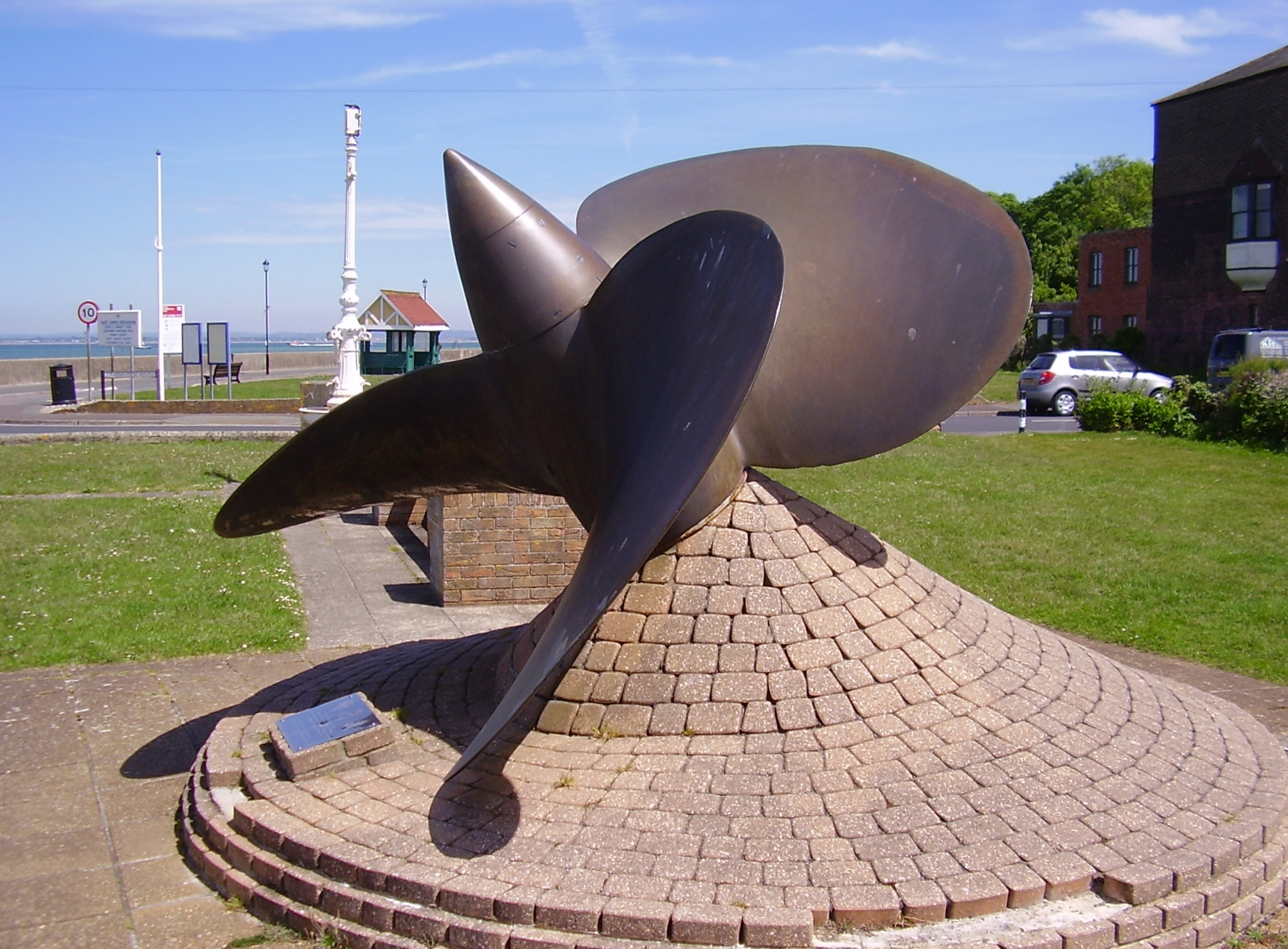
1995年以来イースト・カウズで記念碑になっているキャヴァリアのスクリュー。碑銘には「造船会社J・サミュエル・ホワイトと祖国のために命を捧げた水兵たちを顕彰して」と記されている。

チャタム工廠で除籍後、キャヴァリアはポーツマスで保管された。この貴重な艦の保存運動が、かつて自らも駆逐艦ケリーを指揮した経験があるルイス・マウントバッテン伯爵を中心に5年にわたって続いた。キャヴァリアは65,000ポンドでキャヴァリア・トラスト（Cavalier Trust）に購入され、1977年のトラファルガー・デイ（Trafalgar Day）にポーツマスで引き渡された。トラストへの売却によって、イギリス政府とイギリス海軍のキャヴァリアに対する公的な繋がりや責務は絶たれてしまった。特別な許可によって、本来イギリス海軍の現役艦にのみ冠することが許される「HMS」（Her Majesty's Ship）の称号と軍艦旗（ホワイト・エンサイン）の掲揚が、同様に博物館船となっている軽巡洋艦ベルファストと同様に認められた。
サウサンプトンに移動したキャヴァリアは1982年8月に博物館船・記念艦としてオープンしたが、これは商業的に不成功であったため1983年10月にブライトンへ移され、新たに建設されたヨットハーバーの呼び物として係留された。
1987年にキャヴァリアはタイン川へ移され、サウス・タインサイド都市議会がかつて多くの駆逐艦を建造したホーソン・レスリー社の造船所跡に計画したナショナル・シップビルディング・エキシビション・センター（National Shipbuilding Exhibition Centre）の中心展示物にしようとした。しかしこの計画は、キャヴァリアの整備費に毎年30,000ポンドもの費用が必要であること、それらは無駄な出費であるという市民の反対意見によって中止されてしまった。1996年、議会はキャヴァリアを売却することを決めた。キャヴァリアは乾ドックの中で錆びつき、そのまま新たな買主へ引き渡されるか解体されるのを待つ状況になっていた。
キャヴァリア・トラストが再結成され、議会における協議の後に、キャヴァリアは1998年にチャタム・ヒストリック・ドックヤード（Chatham Historic Dockyard）で博物館船として展示されることに決まった。1998年5月23日に到着したキャヴァリアは、第2ドックで展示され現在に至る。
2007年11月14日、キャヴァリアは公式に戦争史跡として位置づけられ、第二次世界大戦で戦没した142隻のイギリス海軍駆逐艦と11,000名もの駆逐艦乗組員を追悼する存在となった。芸術家のケネス・ポッツ（Kenneth Potts）の作による、北極海で沈んだ船の生存者を海原から救い出す駆逐艦の姿と戦没した全ての駆逐艦の名前が刻まれたブロンズ製モニュメントの除幕式が、エディンバラ公フィリップ王配の手で執り行われた。
2010年9月、キャヴァリアは軍艦旗を掲げて一斉射撃を行った。これは1981年12月にカウンティ級駆逐艦ロンドンで行われて以来のことであった。これはトラストと3門の4.5インチ主砲全てを稼働状態に修理したボランティア、ロールス・ロイスと海軍の技術者たちとの協力によって行われたものであった。
2014年4月に、キャヴァリアの進水70周年を記念してグーグルマップ・ビジネスビューでキャヴァリアの内部が公開された。このツアーには、来艦者が艦内を観覧するため通信スポットをキャヴァリアの機関室に設けることも含まれている。

## 栄典
キャヴァリアは現役期間で1個の戦闘名誉章(Battle Honour)を受章した。
- Arctic 1945

## ギャラリー

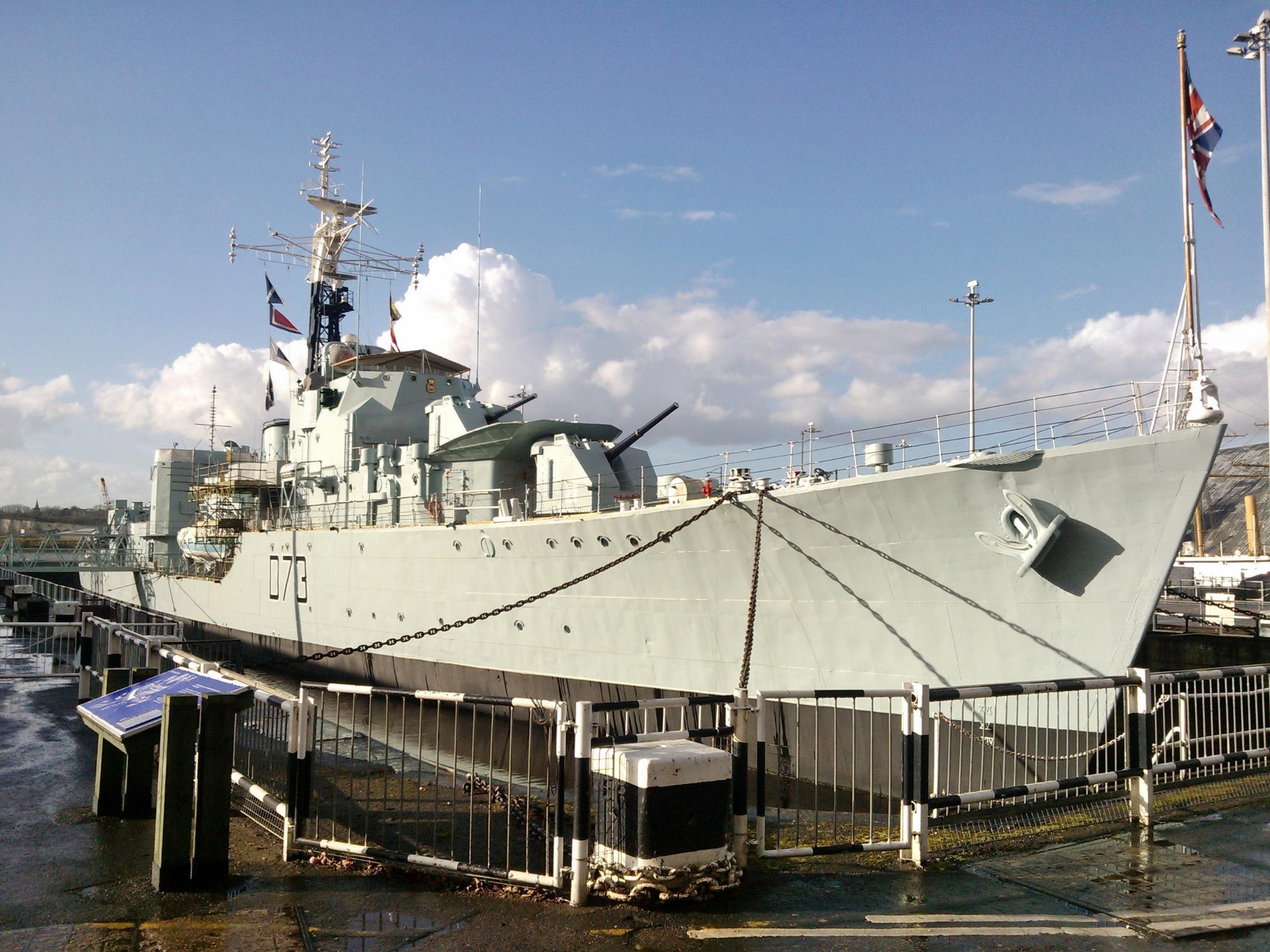
キャヴァリア（2014年）
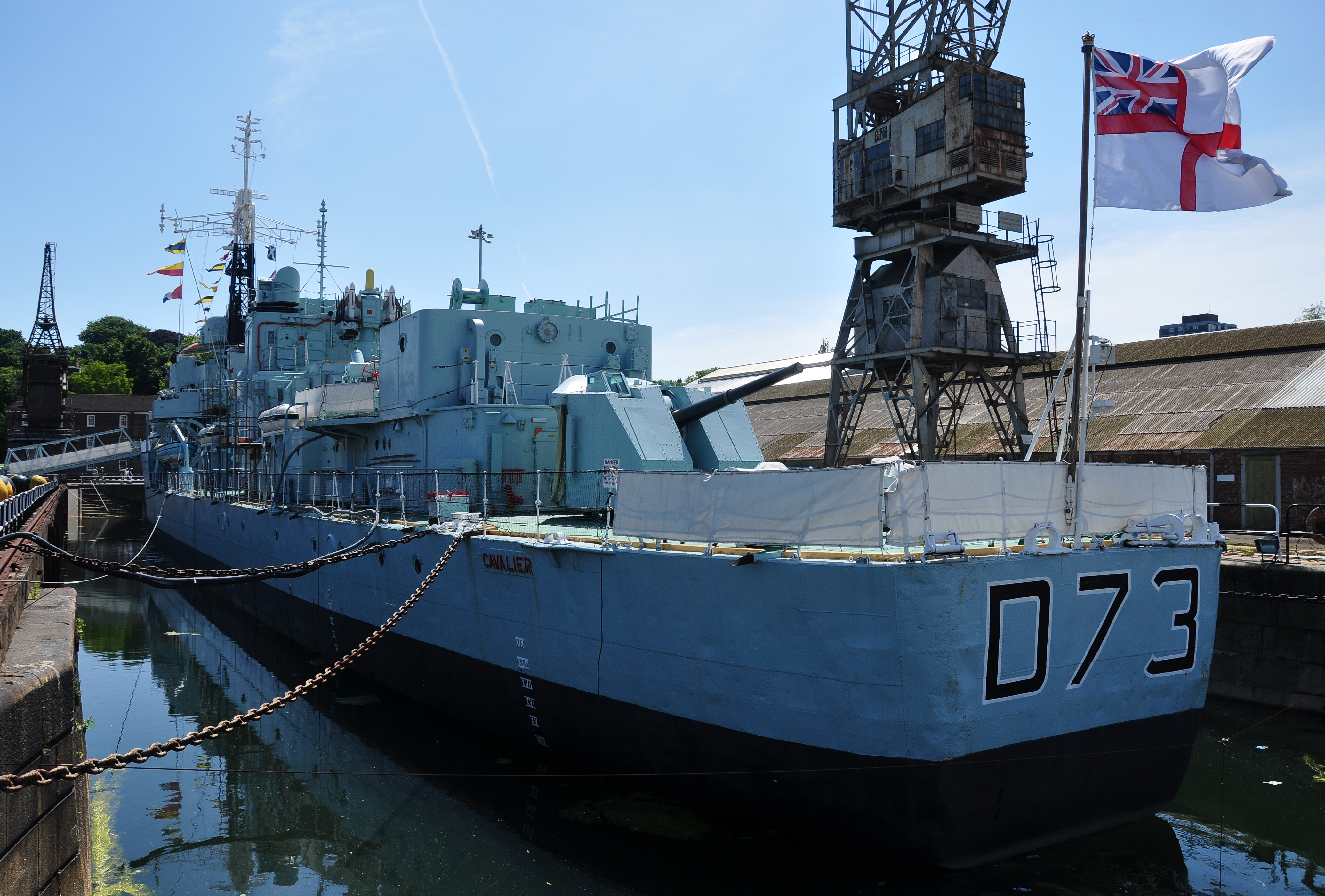
キャヴァリアの艦尾
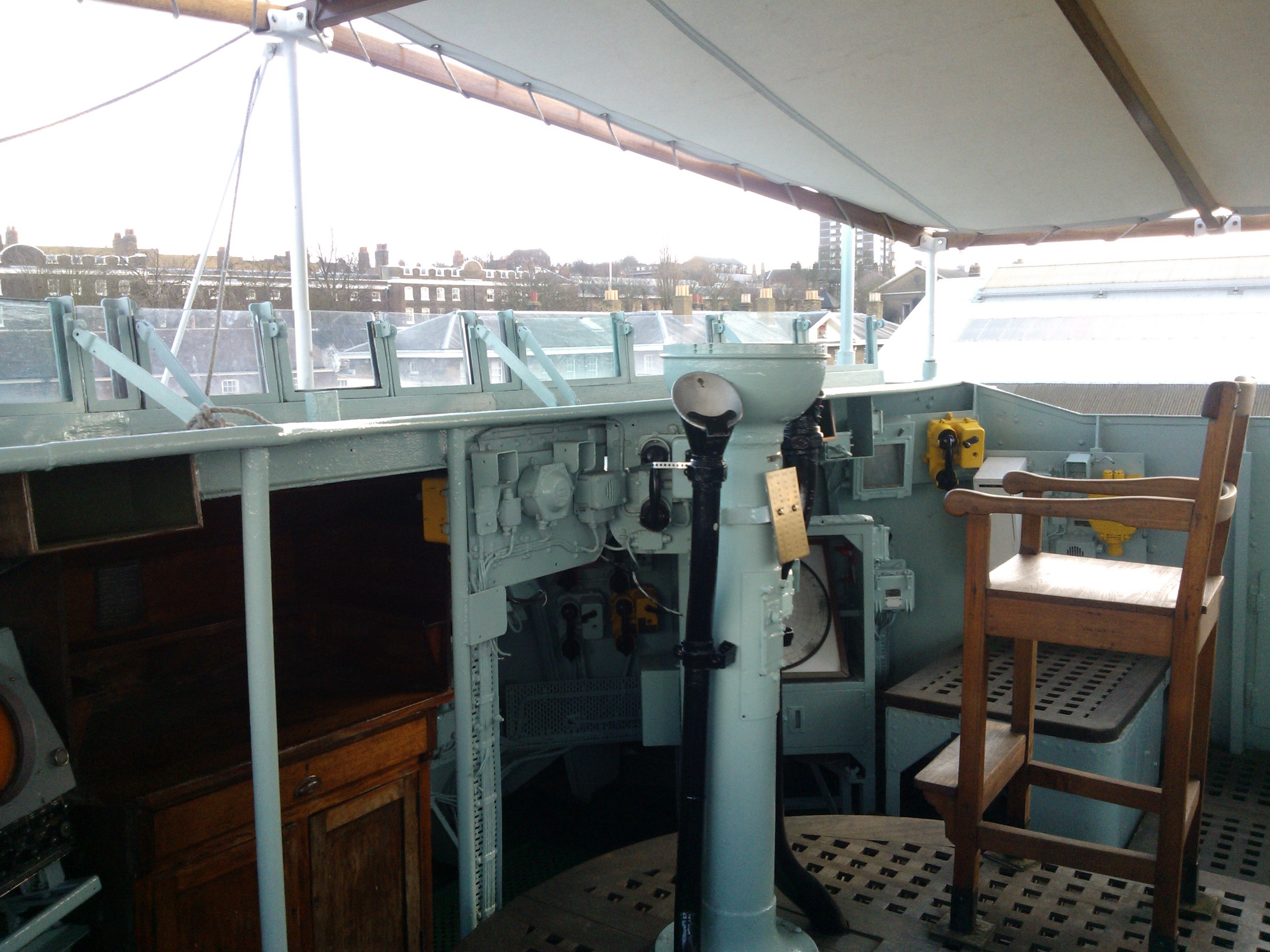
航海艦橋
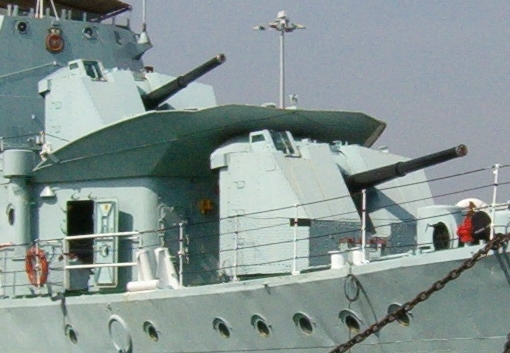
前部4.5インチ主砲
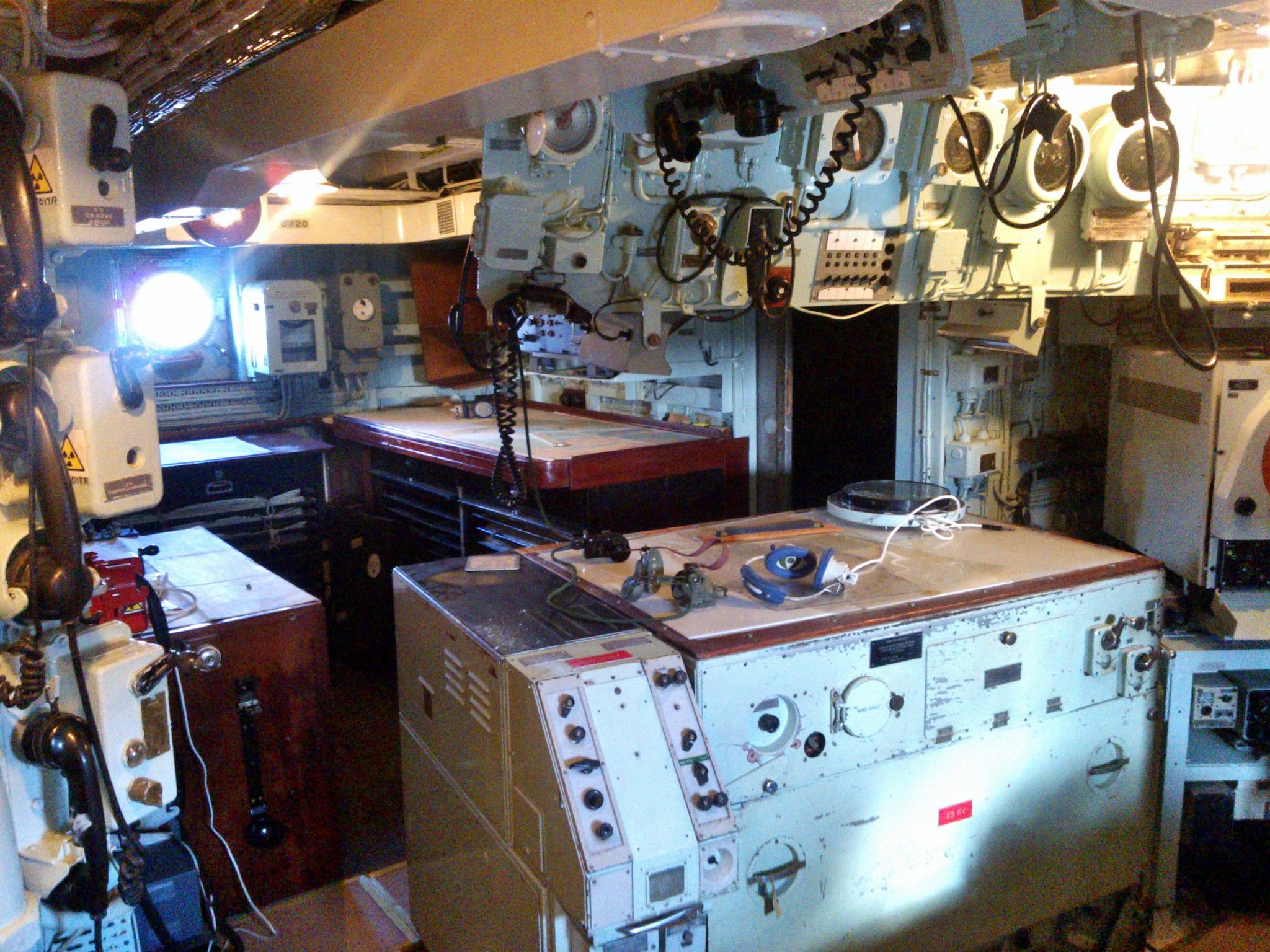
戦闘指揮所
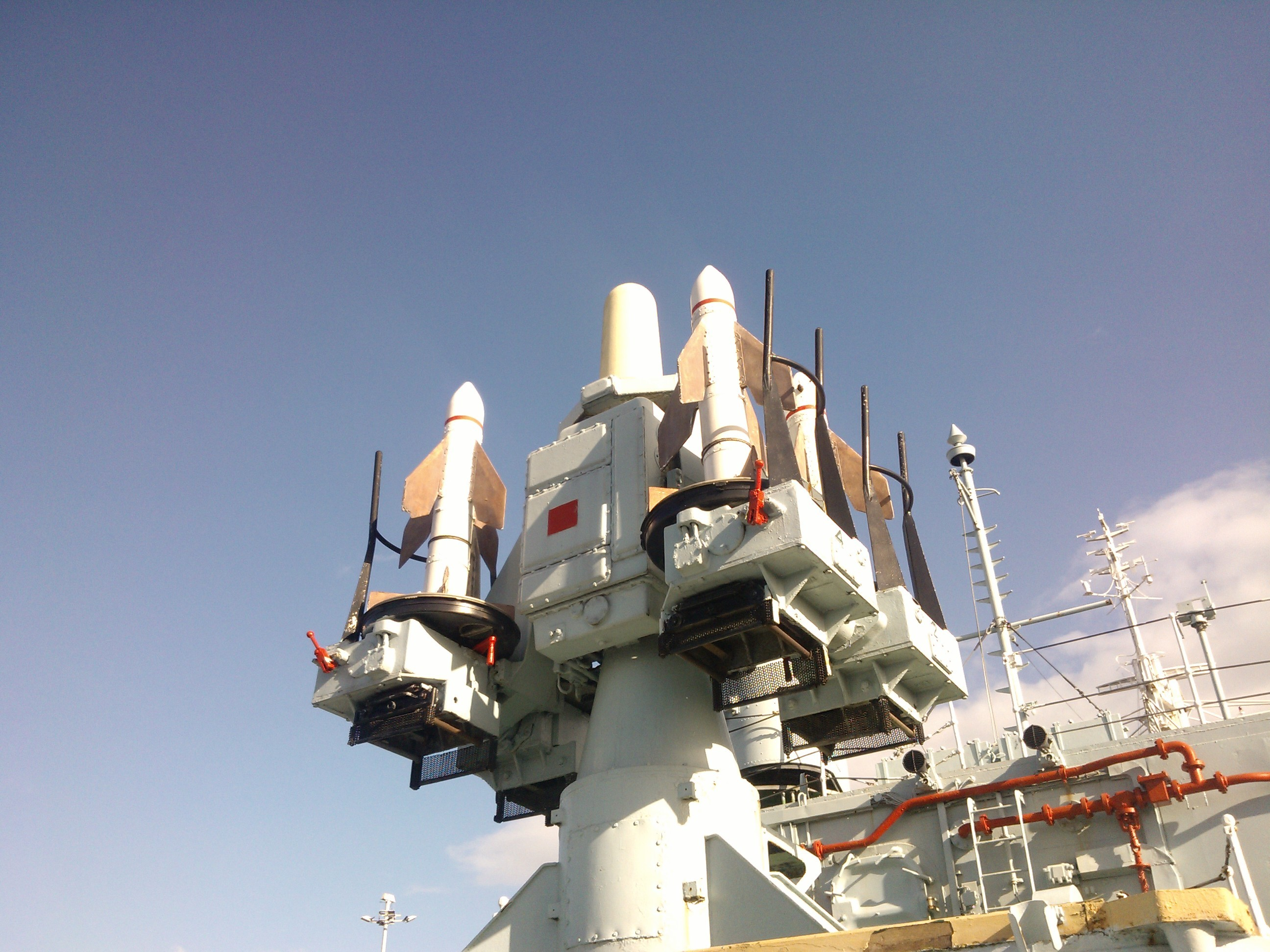
シーキャットミサイル発射機
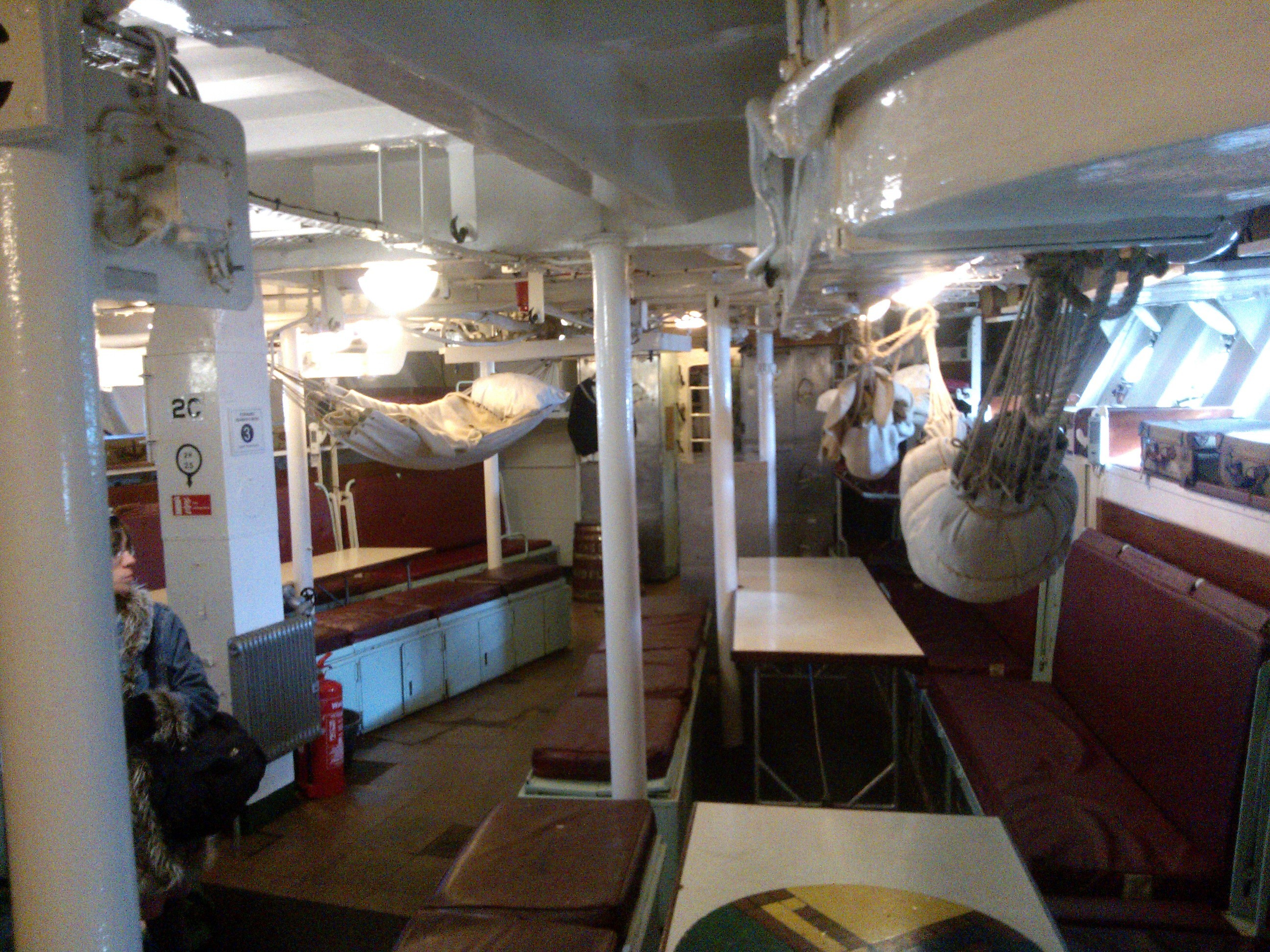
兵員居住区
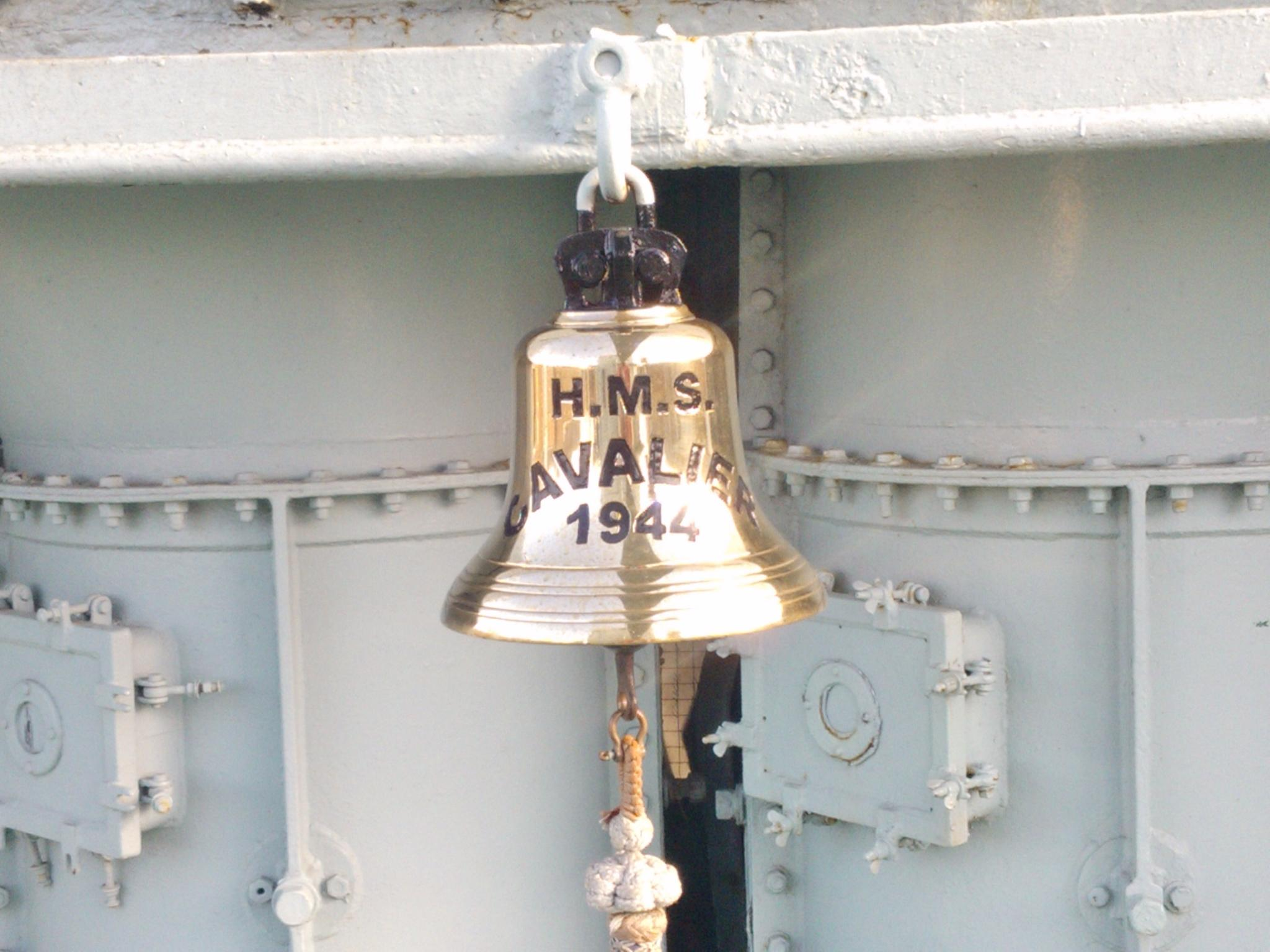
号鐘
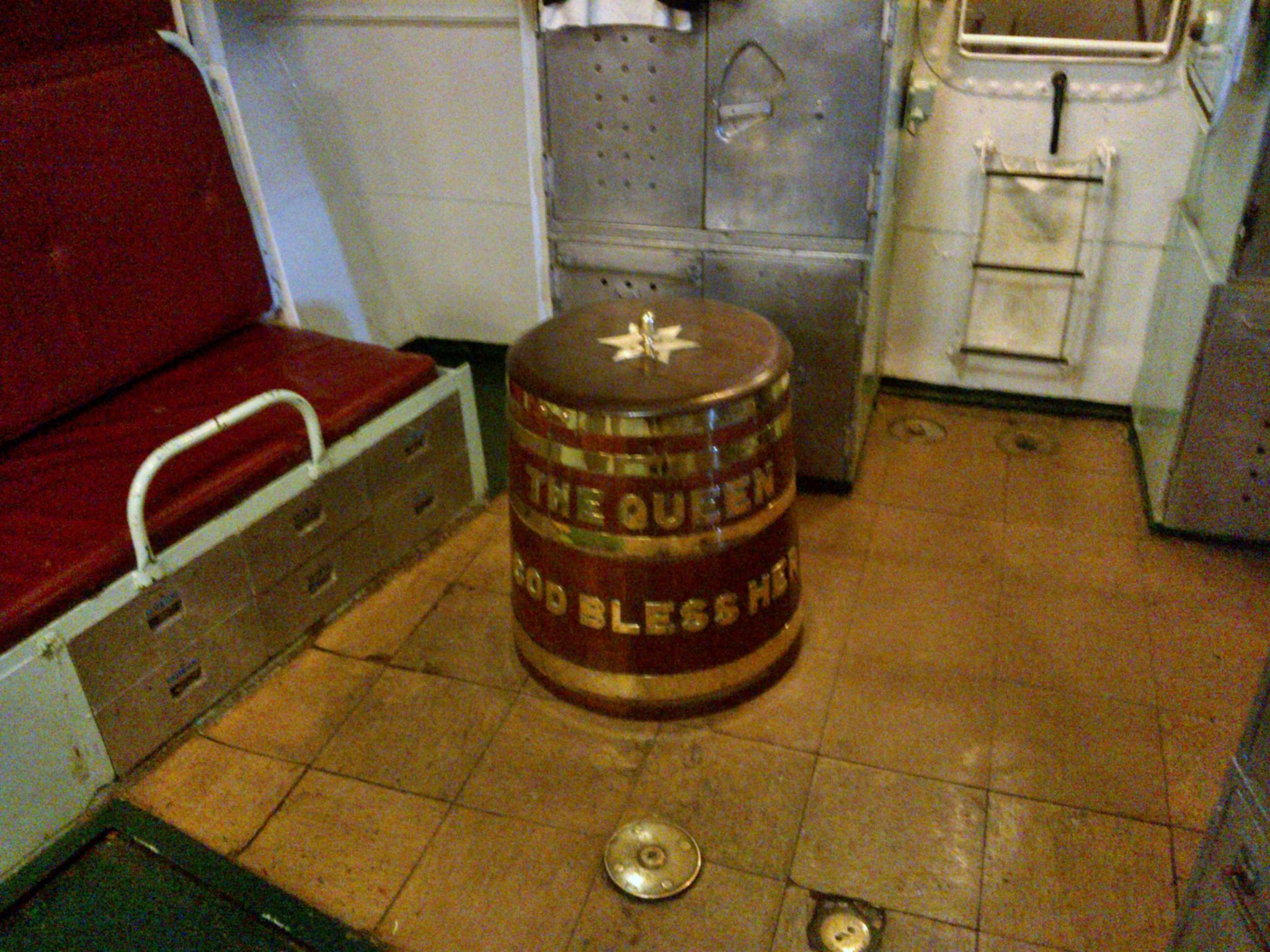
グロッグの樽
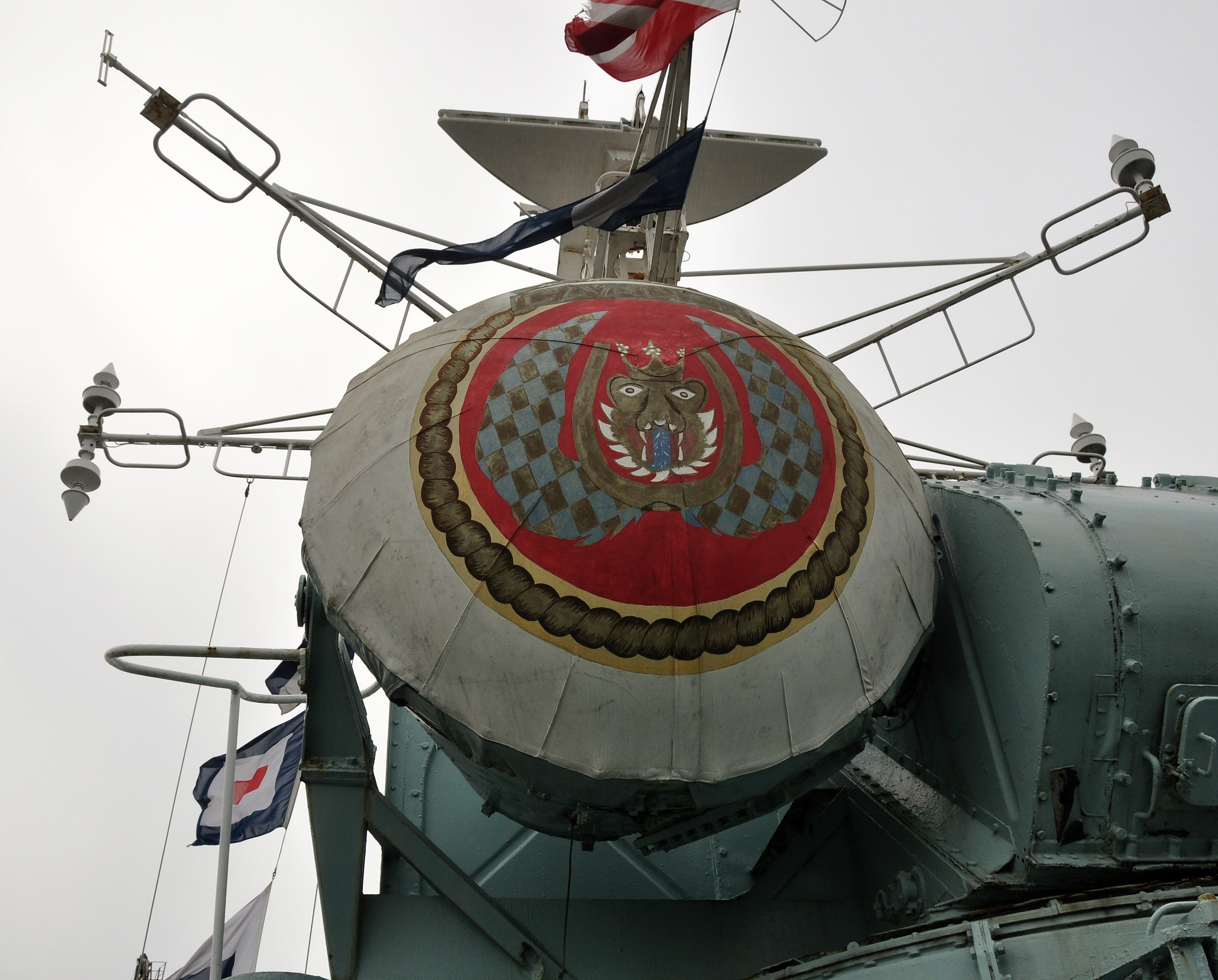
キャヴァリアの紋章（バッジ）が描かれたカバー